# Pius Sin Hozol
Pius Sin Hozol (* 3. September 1968 in Busan, Südkorea) ist ein koreanischer römisch-katholischer Geistlicher und Weihbischof in Pusan.

## Leben
Pius Sin Hozol studierte von 1989 bis 1993 Philosophie und Theologie an der Katholischen Universität Gwangju. Am 3. Februar 1996 empfing er das Sakrament der Priesterweihe für das Bistum Pusan.
Nach der Priesterweihe war er zunächst in der Pfarrseelsorge in Spanien und studierte anschließend von 1999 bis 2008 Liturgiewissenschaft am Päpstlichen Athenaeum Sant’Anselmo in Rom. Hier erwarb er das Lizenziat und wurde anschließend zum Dr. theol. promoviert. Nach der Rückkehr nach Korea lehrte er bis 2016 an der theologischen Hochschule von Busan. Außerdem gehörte er der Liturgiekommission der Koreanischen Bischofskonferenz an. An der Katholischen Universität von Pusan war er von 2009 bis 2013 Assistenzprofessor und danach bis 2016 außerordentlicher Professor. Er arbeitete in der Hochschulverwaltung mit und leitete von 2012 bis 2013 die Universitätsbibliothek. Von 2016 bis 2019 koordinierte er die Hochschulseelsorge und war seither Präsident der Katholischen Universität von Pusan.
Am 22. Mai 2021 ernannte ihn Papst Franziskus zum Titularbischof von Belesasa und zum Weihbischof in Pusan. Der Bischof von Pusan, Joseph Son Sam-seok, spendete ihm am 29. Juni desselben Jahres die Bischofsweihe. Mitkonsekratoren waren der Erzbischof von Daegu, Thaddeus Cho Hwan-Kil, und der Bischof von Masan, Constantine Bae Ki Hyen.